# Liste der Straßen in Essen-Heidhausen
Die Liste der Straßen in Essen-Heidhausen beschreibt das Straßensystem im Essener Stadtteil Heidhausen mit den entsprechenden historischen Bezügen.

## Einführung und Überblick
In Essen-Heidhausen leben 6732 Einwohner (30. September 2022) auf einer Fläche von 10,9 km². Heidhausen hat den Postleitzahlenbezirk 45239.
Die Namensherkunft des Ortes Heidhausen leitet sich von der Heide ab, da hier durch Rodung und Urbarmachung ein Gelände niederen Bewuchses entstand, auf dem die damals wenigen Bewohner ihre Häuser errichteten. Das heutige Heidhausen entstand aus den beiden alten Honnschaften Heidhausen und Holsterhausen (nicht zu verwechseln mit dem gleichnamigen heutigen Essener Stadtteil). In Heidhausen-Holsterhausen lebten die Holstetterhusen, die Wald für ihre Häuser gerodet hatten. Ihr Gebiet erstreckte sich bis zur Ruhr.
Heidhausen grenzt im Norden entlang der Ruhr an Werden und entlang der Velberter Straße, Heidhauser Straße und Hammer Straße sowie im Osten entlang der Straße Hespertal an Fischlaken. Im Süden grenzt Velbert und im Westen Kettwig.
Es gibt 70 benannte Verkehrsflächen, darunter ein Platz: der Heidhauser Platz. Fünf Straßen befinden sich nur teilweise im Stadtteil:
Die Laupendahler Landstraße im Südwesten führt von Kettwig entlang der Ruhr durch Heidhausen und verläuft im Norden nach Werden, die Heidhauser Straße und Hammer Straße liegen an der Grenze zu und führen nach Fischlaken, Zum Timpen verläuft im Westen nach Kettwig und Klemensborn führt im Norden nach Werden.
Durch den Stadtteil Heidhausen verläuft
- die Bundesstraße  auf Bergische Landstraße und Heidhauser Straße
- die Landesstraße L 439 auf der Hammer Straße
- die Landesstraße L 442 auf der Laupendahler Landstraße

## Liste der Straßen
Die nachfolgende Tabelle gibt eine Übersicht über die Straßen und Wege im Stadtteil mit entsprechenden Informationen.
- Name: aktuelle Bezeichnung der Straße.
- Länge/Maße in Metern: Die in der Übersicht enthaltenen Längenangaben sind gerundete Übersichtswerte, die in Google Earth mit dem dortigen Maßstab ermittelt wurden. Sie dienen Vergleichszwecken und werden, sofern amtliche Werte bekannt sind, ausgetauscht und gesondert gekennzeichnet. Der Zusatz „+“ bemerkt die Länge einer Straße in der Hauptlänge „+“ die abzweigenden Nebenstraßen. Bei Plätzen sind die Maße in der Form ab angegeben. Der Zusatz (im Stadtteil) gibt an, dass die Länge die des Straßenabschnitts innerhalb des Stadtkerns ist, sofern die Straße in benachbarte Stadtteile weitergeführt wird. Der Zusatz (ohne Stichstraßen) gibt bei verzweigten Straßen die Länge der „Hauptstraße“ an. Der Zusatz (alle Straßenabschnitte zusammen) gibt an, dass die Straße so verwinkelt ist, dass keine „Hauptstraße“ besteht. Stattdessen wird die Länge aller Straßenabschnitte zusammengezählt.
- Herleitung: Ursprung oder Bezug des Namens
- Datum der Benennung: amtliche Erstbenennung
- Anmerkungen: zusätzliche Informationen
- Bild: Foto der Straße oder eines anliegenden Objekts

| Name                     | Länge/Maße (in Metern) | Herleitung | Datum der Benennung | Bemerkungen | Bild                                                                             |
| ------------------------ | ---------------------- | --- | ------------------- | --- | -------------------------------------------------------------------------------- |
| Am Buchenhain            | 290                    | Buchenbestand an der Straße | 20. Mai 1964        | Die Straße ist eine mehrfach verästelte Siedlungsstraße, die von Spillheide abzweigt. |                                                                                  |
| Am Gellenberg            | 1010 + 140             | Flurname | 2. Juni 1922        | Die Straße verläuft größtenteils parallel zum Tüschener Weg. Sie beginnt in der Nähe der Kreuzung Tüschener Weg, Geilinghausweg und Honnschaftenstraße und führt westwärts zur Ruhrlandklinik. |                                                                                  |
| Am Korstick              | 1485 + 1440            | Hofname: Kortstück, Kortstick, Kurtstück, Kortstyck                                                                                       | 2. Juni 1922        | Am Korstick zweigt westlich von der Bergischen Landstraße ab und verläuft entlang der Grenze zu Velbert. Nach wenigen 100 Metern wird die Straße schmaler und verästelt sich mehrfach. Sie endet schließlich am „Grevenhaus“ an der Grenze zu Heiligenhaus und Velbert. In der Nähe der Fluren „Beidels Kuhl“ und „Unterwinkel“ zweigt die Straße Bützgenweg ab, die nach der Grenze zu Velbert „Bützgen's Weg“ heißt. |                                                                                  |
| Am Strötgen              | 535 + 200              | Höfegruppe in Heidhausen | 2. Juni 1922        | Die Straße zweigt nördlich von der Honnschaftenstraße ab, führt vorbei an der Flur Bovermann und dem Hof Beitelsmann und verläuft schließlich ostwärts zur Barkhovenallee. |                                                                                  |
| Am Turm                  | 225                    | Ehemaliger Kaiser-Friedrich-Aussichtsturm                                                                                                 | 2. Juni 1922        | Die Straße ist eine Verlängerung der Barkhovenallee in nördlicher Richtung und liegt zwischen den Straßen An der Fliehburg und An der Altenburg. |                                                                                  |
| Am Volkswald             | 360                    | Heidhausener Volkswald | 2. Juni 1922        | Am Volkswald verläuft bogenförmig zwischen Heidhauser Straße und Brakeler Wald. Östlich des Bogens befindet sich der Volkswald, westlich und vom Bogen eingeschlossen befinden sich Kleingärten. |                                                                                  |
| An der Altenburg         | 485                    | Alteburg | 2. Juni 1922        | Die Alteburg lag ein paar 100 Meter weiter am Pastoratsberg. Sie Straße An der Altenburg liegt zwischen Pastoratsberg und In der Pieperbeck in der Nähe von An der Fliehburg und Am Turm. |                                                                                  |
| An der Braut             | 380                    | Zeche Vereinigte Braut | 29. Juli 1929       | Die Zeche Vereinigte Braut lag etwas weiter südwestlich zwischen Barkhovenallee und In der Pieperbeck. An der Braut verbindet die Barkhovenalle mit der Straße Grüne Harfe und kreuzt die Schaphausstraße/Brenscheidtstraße. |                                                                                  |
| An der Fliehburg         | 250                    | Alteburg | 5. Juli 1950        | Die Straße liegt zwischen Am Turm und In der Pieperbeck, von der sie auch abzweigt. |                                                                                  |
| An der Kuhl              | 475                    | Alte Lagebezeichnung | 2. Juni 1922        | Die angrenzenden Kotten Kuhlmann leiten ebenfalls ihren Namen von der Lagebezeichnung ab. die Straße verbindet die Wimberstraße im Norden mit der Preutenborbeckstraße im Süden und verläuft parallel zur Bergischen Landstraße. |                                                                                  |
| August-Hahn-Weg          | 35                     | August Hahn (1891-1975) | 26. Apr. 2016       | Er schrieb viele Geschichten und Gedichte über Essen-Werden in seiner Heimatsprache. Die Themen in seinen Texten waren Hof, Eltern und Kinder, Kirche und Küche. Der August-Hahn-Weg zweigt östlich vom Barkhover Feldweg ab. |                                                                                  |
| Barkhorstrücken          | 430                    | Flurname | 5. Juni 1934        | Der Barkhorst benennt den Wald, der zum Hof Barkhoven gehört. Der Name geht zurück bis in die erste Hälfte des 15. Jahrhunderts. Die Straße zweigt östlich vom Barkhover Feldweg ab und kreuzt die Grüne Harfe und endet parallel zur Grenze nach Werden als Sackgasse. |                                                                                  |
| Barkhovenallee           | 930 + 840              | Oberhof Barkhoven | 28. Juni 1934       | Die Straße zweigt nordwestlich von der Kreuzung Heidhauser Straße/Bergische Landstraße und Iländerweg ab, kreuzt Jacobsallee, An der Braut und Barkhover Feldweg, bevor der Straßenverlauf mit Am Turm weitergeführt wird. An der Barkhovenallee 80 befindet sich der seit 1986 denkmalgeschützte ehemalige Oberhof der Abtei Werden, Schulte Barkhov. |                                                                                  |
| Barkhovenhöhe            | 165                    | Oberhof Barkhoven | 16. Apr. 1975       | Die Siedlungsstraße zweigt nördlich von der Barkhovenallee ab und verläuft parallel zur Heidhauser Straße. |                                                                                  |
| Barkhover Feldweg        | 500                    | Oberhof Barkhoven | 26. Apr. 2016       | Die Straße verläuft zwischen Oberer Pustenberg im Norden und Barkhovenallee und kreuzt August-Hahn-Weg, Joseph-Herz-Weg, Margarete-Rudoll-Weg, Josef-Aust-Weg und Barkhorstrücken. |                                                                                  |
| Bellenbergsteig          | 765 + 165              | Grundeigentümer | 5. Aug. 1936        | In der Mutterrolle 1826 wird Theodor Bellenberg genannt, der einen 6 Morgen großen Kotten besitzt. Der Bellenbergsteig verläuft in einem langgezogenen Bogen vom Steinbeck im Westen an der Grenze zu Werden zur Spillheide im Südosten. Die Straßen Schiefenberg, Sarnsbank, Brosweg und Büschenweg zweigen von ihm ab. |                                                                                  |
| Bergische Landstraße     | 980                    | Straße ins Bergische Land | 2. Juni 1922        | Das Bergische Land ist das ehemalige Gebiet des Herzogtums Berg. Die Bergische Landstraße ist eine Hauptstraße in Heidhausen, sie nimmt den Verlauf der Bundesstraße 224 von der Heidhauser Straße im Norden auf und führt südlich zur Stadtgrenze nach Velbert. |                                                                                  |
| Brakeler Wald            | 450                    | Flurname | 21. Okt. 1938       | Die Straße zweigt von der Heidhauser Straße ab, kreuzt den Iländerweg und mündet in den Kamillusweg. |                                                                                  |
| Bremerstraße             | 750 + 110              | Hof Bremer | 2. Juni 1922        | Der Hof Bremer gehörte zur Reichsabtei Werden. Die Bremerstraße zweigt von der Heidhauser Straße ab, verläuft weiter parallel zu ihr und mündet in der Straße Grüne Harfe. |                                                                                  |
| Brenscheidtstraße        | 230                    | Flurname: Bredonscet, Bredenschede, Breydenscede, Brenschede                                                                              | 2. Juni 1922        | Die Straße zweigt nordwestlich von An der Braut ab und endet als Sackgasse mit Fußwegen zum Joseph-Herz-Weg, August-Hahn-Weg und Barkhover Feldweg. |                                                                                  |
| Brosweg                  | 515                    | Hofname: Broes, Brosius, auch Stenekes oder Schroeders Kotten                                                                             | 2. Juni 1922        | Der Brosweg führt von der Heidhauser Straße zum Bellenbergsteig. Auf der Hälfte zweigt nördlich vom Brosweg die Einbahnstraße Zahnrad ab, die als Schlaufe wieder zum Brosweg zurückführt. |                                                                                  |
| Bruststraße              | 225                    | August Brust (1862–1924), Bergmann, Gewerkschaftsführer, Vorsitzender des Gewerkvereins Christlicher Bergarbeiter Deutschland (1894–1904) | 15. Mai 1945        | Die Straße verbindet Schaphausstraße und Grüne Harfe. |                                                                                  |
| Büschenweg               | 165                    | Flurname: Büschgen, Büschchen | 8. Sep. 1959        | Die Sackgasse zweigt vom Bellenbergsteig ab. |                                                                                  |
| Bützgenweg               | 300                    | Hofname | vor 1896            | Die Straße verläuft über die Grenze nach Velbert und hat dort den Namen „Bützgen's Weg“. |                                                                                  |
| Friedrich-Küpper-Weg     | 540 + 320              | Friedrich Küpper, Rektor an der Coelestinschule                                                                                           | 2. Juni 1905        | Die Coelestinschule wurde gegründet von Abt Coelestin von Geismar (bürgerlich: Johann Heinrich von Geismar), der von 1706 bis 1718 Reichsabt von Werden und Helmstedt war. Die Honnschaft Heidhausen erhielt 1712 ein vierdreiviertel Morgen großes Land, das Gerhardstal, auf dem die „Neue Schule“, der sogenannte „Schulkotten“ errichtet wurde. Die Schule wurde mehrfach erweitert. 1904 wurde ein querliegender Anbau errichtet mit vier Klassenräumen und einer Dienstwohnung. Die „Katholische Schule Heidhausen“ bot dann 295 Schülern in sieben Klassenräumen Platz. 1937 wurde die Schule in „Gemeinschaftsschule“ umbenannt. Das Schulsystem der Volksschule wurde 1969 in eine Gemeinschaftsgrundschule und Hauptschule überführt, woraufhin die Coelestinschule geschlossen und 1978 schließlich abgerissen wurde. Friedrich Küpper war der letzte Rektor der Schule. Der Friedrich-Küpper-Weg verbindet die Honnschaftenstraße mit der Barkhovenallee und verläuft teilweise parallel zum Hanns-Joachim-Maßner-Weg. | Fachklinik Kamillushaus Heidhausen                                               |
| Frielingsdorfweg         | 240                    | Werdener Familie Frielingsdorf | 18. Sep. 1968       | Bernhard Frielingsdorf (* 26. Juli 1764; † 16. Juli 1827) war Bauunternehmer, ebenso seine Nachfahren. Bernhard Frielingsdorf junior (1831–1891) und Paul (1871–1954) waren an bedeutenden Bauvorhaben in Werden beteiligt, unter anderem das Werdener Rathaus und die Werdener Feintuchwerke. Frielingsdorf jun. errichtete 1866 an der Heidhauser Straße eine Ringofenziegelei, die später auf die Mannesmann AG überging. Der Frielingsdorfweg wurde auf dem Gelände der ehemaligen Ziegelei angelegt. |                                                                                  |
| Geilinghausweg           | 830 + 1285             | Hofname | 2. Juni 1922        | Der Geilinghausweg liegt zwischen Kutschenweg im Nordwesten und Tüschener Weg bzw. Honnschaftenstraße im Südosten. Der Geilinghausweg hat mehrere lange Nebenwege, der längste verläuft bis hinter die Ruhrlandklinik, der kürzeste an der Flur Nierfeld verläuft zum ehemaligen Kotten Bieren. Etwa auf gleicher Höhe am parallel verlaufenden Ausläufer des Geilinghauswegs liegt der namensgebende ehemalige Kotten Geilinghaus. |                                                                                  |
| Grüne Harfe              | 810 + 315              | Pappelbäume | 14. Nov. 1935       | Die Begründung 1935: „An dem Wege braust in der Mündung der Straße An der Braut der Wind durch vier hohe Pappelbäume, die nebeneinander stehen und an die Saiten einer Harfe erinnern.“ Die Straße verläuft zwischen Barkhorstrücken und Heidhauser Straße und kreuzt unter anderem Bruststraße, Spillheide, An der Braut und Bremerstraße. An der Kreuzung zur Heidhauser Straße liegt der Heidhauser Platz. |                                                                                  |
| Grüters Gasse            | 105                    | Hofname | 2. Juni 1922        | Um 1400 wird in der Vogtbede des Hofes Barckhoven das „Gruters gued to Heithausen“ als abgabepflichtig vermerkt. Henrich Grüter erbt den Hof 1802 und erwirbt zusätzlich den größten Teil des Büskenkottens. 1826 ist der Besitz 26 Morgen groß. Die Straße verbindet Bremerstraße und Heidhauser Straße. |                                                                                  |
| Hammer Straße            | 1340 (im Stadtteil)    | Honnschaft Hamm | 20. Nov. 1937       | Eine Honnschaft ist die unterste Verwaltungseinheit auf dem Lande. Während im westfälischen Raum die vergleichbare Bauernschaft (buerschap) vorherrscht, ist die Honnschaft im Bergischen Land, am Niederrhein und Teilen des Rheinlandes im Mittelalter verbreitet. Der heutige Stadtteil von Heidhausen gehörte bis 1929 zur Gemeinde Siebenhonnschaften, welche aus den Honnschaften Hamm, Fischlaken, Heidhausen, Hinsbeck (Ruhr), Holsterhausen, Klein-Umstand und Rodberg bestand. Die Hammer Straße hieß im Stadtteil Heidhausen bis 1937 Hespertaler Landstraße. Die Straße kommt östlich aus Essen-Fischlaken und verläuft in Heidhausen weiter entlang der Grenze bis zur Heidhauser Straße. Die Hammer Straße trägt die Landesstraße L 439. |                                                                                  |
| Hanns-Joachim-Maßner-Weg | 285 + 90               | Hanns Joachim Maßner (1911–1981), Theologe.                                                                                               | 8. Juli 2008        | Maßner war 31 in der Kirchengemeinde Heidhausen tätig. Die Straße zweigt nördlich von der Honnschaftenstraße ab und mündet in den Friedrich-Küpper-Weg. |                                                                                  |
| Heidhauser Platz         | 65 × 35                | Honnschaft Heidhausen. Siehe Hammer Straße                                                                                                | 14. Nov. 1935       | Der Heidhauser Platz liegt zwischen Grüne Harfe und Jacobsallee an der Heidhauser Straße. Gegenüber des Platzes liegt das denkmalgeschützte ehemalige Rathaus der Bürgermeisterei Werden-Land. | ehemaliges Rathaus Heidhausen                                                    |
| Heidhauser Straße        | 1590 (im Stadtteil)    | Hauptdurchgangsstraße durch Heidhausen | 2. Juni 1922        | Im Süden beginnt die Heidhauser Straße an der Kreuzung Barkhovenallee und Iländerweg mit der Bergischen Landstraße, von der die Bundesstraße in nördlicher Richtung übernommen wird. Im Norden an der Grenze zu Fischlaken mündet die Heidhauser Straße in der Velberter Straße, auf der die Bundesstraße fortgesetzt wird. | Blick auf die Heidhauser Straße in nördliche Richtung, etwa auf Höhe des Brosweg |
| Hilde-Hüsgen-Weg         | 65                     | Hilde Hüsgen geb Nocke verw. Bongarts (1913–2005), Gründerin der Hilde Hüsgen Stiftung                                                    | 26. Apr. 2016       | Der Hilde-Hüsgen-Weg zweigt vom Barkhover Feldweg ab und liegt parallel zum Wilhelm-Flügge-Weg und gegenüber vom August-Hahn-Weg. |                                                                                  |
| Hinterm Rathaus          | 160                    | Straße hinter dem ehemaligen Rathaus Heidhausen                                                                                           | 2. Juni 1922        | Bereits 1896 hatten Kupferdreh und Byfang eine eigene Bürgermeisterei. Zu dieser Zeit gehörte Heidhausen zur Gemeinde Siebenhonnschaften, ab 1904 unter der Bürgermeisterei Werden-Land. 1910/1911 wurde am Heidhauser Platz das Rathaus der Bürgermeisterei Werden-Land errichtet und Aloys Schaphaus (1874-1951) zum Bürgermeister ernannt. Als sich 1929 der Landkreis Essen auflöste, wurde der größte Teil der Gemeinde Siebenhonnschaften nach Essen eingemeindet mit Ausnahme von Klein-Umstand, das an die Stadt Velbert fiel. |                                                                                  |
| Honnschaftenstraße       | 1190                   | Honnschaft Heidhausen (→ Hammer Straße)                                                                                                   | 20. Nov. 1937       | Die Honnschaftenstraße verläuft von der Heidhauser Straße im Osten an den Fluren Bovermann, Klotgen, Breede und Steinwinkel vorbei zum Geilinghausweg im Westen. Sie trug zuvor den Namen Holsterhauser Straße. |                                                                                  |
| Iländerhöhe              | 170 + 230              | Gut Iland | 21. Feb. 1973       | Die Iländerhöhe zweigt vom Iländerweg ab und liegt an der Flur Iland. |                                                                                  |
| Iländerweg               | 1350 + 370             | Gut Iland | 20. Nov. 1937       | Der Iländerweg zweigt östlich von der Heidhauser Straße ab und verläuft am Volkswald vorbei. Ab dem Hof Sondermann verläuft der Iländerweg als Feldweg bis zur Hammer Straße. |                                                                                  |
| Im Tannenbusch           | 1675                   | Lagebezeichnung | 2. Juni 1922        | |                                                                                  |
| In der Borbeck           | 580                    | Bach: Burgbeki oder Borbeck | 2. Juni 1922        | Die Borbeck, später auch Peperbecke, Pieperbeck, Pfefferbach oder Oldenborgbeke sowie Borbecke, wird in einer Schenkungsurkunde im Jahre 801 erwähnt. Die zwei Höfe Oberborbeck und Preutenborbeck tragen den Namen des Bachs in ihrem Namen. |                                                                                  |
| In der Pieperbeck        | 685                    | Bach: Borbeck | 2. Juni 1922        | Pieperbeck ist eine Variante der Bezeichnung für den Bach Borbeck. (→ In der Borbeck) |                                                                                  |
| Jacobsallee              | 335 + 210              | Peter Jacobs (1848–1922), Priester | 2. Juni 1922        | Peter Jacobs wurde am 16. März 1922 anlässlich seines 50-jährigen Priesterjubiläums zum Ehrenbürger der damaligen Stadt Werden ernannt. Er machte sich verdient durch die Gründung des Historischen Vereins und der Forschung zur Heimatgeschichte für das Gebiet des damaligen Stiftes Werden. |                                                                                  |
| Josef-Aust-Weg           | 220                    | Josef Aust (1899–1973), deutscher Politiker                                                                                               | 26. Apr. 2016       | Der Joseph-Aust-Weg ist eine Siedlungsstraße, die östlich vom Barkhover Feldweg abzweigt und parallel zum Margarete-Rudoll-Weg liegt. Die Straße bildet mit dem August-Hahn-Weg, Margarete-Rudoll-Weg, Wilhelm-Flügge-Weg und dem Joseph-Herz-Weg eine kleine Straßennamengruppe. |                                                                                  |
| Joseph-Herz-Weg          | 100                    | Joseph Herz (1771–1846) | 26. Apr. 2016       | Joseph Herz war Gründer der jüdischen Gemeinde Werden und zeitweise ihr Vorsteher. Tätig war er in Werden als Metzger und Viehhändler. Der Joseph-Herz-Weg zweigt östlich vom Barkhover Feldweg ab. Die Straße bildet mit dem August-Hahn-Weg, Margarete-Rudoll-Weg, Wilhelm-Flügge-Weg und dem Josef-Aust-Weg eine kleine Straßennamengruppe. |                                                                                  |
| Kamillusweg              | 960 + 85               | Kamiliushaus | 20. Nov. 1937       | Die Kamillianer errichteten hier 1901 eine Heilstätte für Alkoholkranke und begannen im selben Jahr mit der Errichtung einer neugotischen Klosterkirche, der heutigen Kirche St. Kamillus. | Kirche St. Kamillus                                                              |
| Kathagen                 | 340 + 125              | Flurname | 20. Nov. 1937       | Die Straße verläuft südlich der Velberter Straße in der Nähe des Bellenbergsteigs. |                                                                                  |
| Klemensborn              | 360 (im Stadtteil)     | Quelle an der ehemaligen Kirche St. Clemens                                                                                               | 15. Jan. 1936       | Erzbischof Bruno zu Köln weihte 957 die Pfarrkirche St. Clemens, die Abt Wigger und Abt Reinher zu Ehren des Märtyrers errichtet hatten. 1817 wurde die Kirche verkauft und abgerissen. Die Steine der Kirche wurden verwendet für den Bau eines neuen Gebäudes, dem späteren St. Josef Krankenhaus Essen-Werden. | Klemensborn                                                                      |
| Klusemannsweg            | 730                    | Hofname | 2. Juni 1922        | Die Straße zweigt nördlich vom Geilinghausweg ab und mündet im weiteren Verlauf in die Straße In der Pieperbeck. |                                                                                  |
| Kötterei                 | 375 + 85               | Hier wohnten einige Altendorfer Kötter | 16. Mai 1902        | Die Straße Kötterei liegt an der Grenze zu Velbert in der Nähe der Bergischen Landstraße. |                                                                                  |
| Kotthaushang             | 390 + 160              | Ernst Kotthaus (1863–1908), Bergmann, Mitbegründer und Vorsitzender des „Alten Bergarbeiterverbandes“                                     | 8. Sep. 1959        | Die Siedlungsstraße liegt nördlich und größtenteils parallel zur Spillheide. |                                                                                  |
| Kutschenweg              | 810 + 1010             | Weg der Werdener Postkutsche nach Düsseldorf                                                                                              | 2. Juni 1922        | Der Kutschenweg verzweigt sich, teilweise in unbefestigten Straßen, zwischen Pauline im Norden und dem Geilinghausweg im Süden. |                                                                                  |
| Landwehr                 | 250                    | Alter Landwehrgraben | 2. Juni 1922        | Die Straße verbindet die Bremerstraße mit der Heidhauser Straße. |                                                                                  |
| Langeheide               | 235 + 130              | Flurname | 2. Juni 1922        | Die Langeheide zweigt südlich vom Kutschenweg ab. |                                                                                  |
| Laupendahler Landstraße  | 2945 (im Stadtteil)    | Straße nach Laupendahl | 10. Mai 1898        | Früher war Laupendahl Teil der Bürgermeisterei Mintard. 1930 wurde Laupendahl in die Stadt Kettwig eingemeindet, die ihrerseits seit 1975 zur Stadt Essen gehört. |                                                                                  |
| Margarete-Rudoll-Weg     | 135                    | Margarete Rudoll, geb Deitrich (1906–1979), Politikerin                                                                                   | 26. Apr. 2016       | Frau Rodoll wurde im Oktober 1946 in den Rat der Stadt Essen gewählt. Von 1953 bis 1969 war sie Mitglied des Deutschen Bundestages. 1975 half sie mit bei der Neugründung der Arbeiterwohlfahrt und hat sich stets für die Interessen der Bürger von Werden und Heidhausen eingesetzt. Die Straße bildet mit dem August-Hahn-Weg, Joseph-Herz-Weg, Wilhelm-Flügge-Weg und dem Josef-Aust-Weg eine kleine Straßennamengruppe. |                                                                                  |
| Oberer Pustenberg        | 430                    | Pustenberg, eine Lagebezeichnung für das Gelände am Kotten Iland                                                                          | 21. Sep. 1955       | Die Straße liegt zwischen dem Barkhover Feldweg und Klemensborn. |                                                                                  |
| Pastoratsberg            | 1350                   | Früher Widuberg; Berg am Pastorat der Clemenskirche                                                                                       | 2. Juni 1922        | Die Straße liegt südlich der Laupendahler Landstraße in der Nähe der Alteburg. | Pastoratsberg                                                                    |
| Pauline                  | 690                    | Zeche Pauline | 2. Juni 1922        | Pauline liegt nördlich des Kutschenwegs in der Nähe der Alteburg. |                                                                                  |
| Preutenborbeckstraße     | 1970                   | Hof Preutenborbeck | 2. Juni 1922        | Die Straße verläuft in der Nähe der Grenze zu Velbert und Fischlaken, vorbei am Golfclub Essen-Heidhausen, dem Preutenborbeckshof und dem Gut Oberhespe. |                                                                                  |
| Sarnsbank                | 120                    | Kohleflöz der Zeche Ilandsbraut | 8. Sep. 1959        | Eine kurze Stichstraße, südlich des Bellenbergsteigs. |                                                                                  |
| Schaphausstraße          | 255                    | Aloys Schaphaus (1874–1951), Bürgermeister von Werden-Land von 1905 bis 1929                                                              | 29. Juli 1929       | Die Straße verbindet An der Braut und Jacobsallee. |                                                                                  |
| Schiefenberg             | 205 + 40               | Flurname | 5. Juni 1934        | Eine Siedlungsstraße am Bellenbergsteig. |                                                                                  |
| Spillheide               | 910 + 180              | Kotten | 8. Sep. 1959        | Die Siedlungsstraße liegt in der Nähe des Bellenbergsteigs. |                                                                                  |
| Stephan-Tembories-Ring   | 220                    | Deutscher Theologe Stephan Tembories (1873–1934)                                                                                          | 7. Mai 2002         | Stephan Tembories hat Theologie und Philosophie studiert und wurde 1895 in Verona zum Priester geweiht. Er gründete 1901 in Essen-Heidhausen im Kamillushaus die erste Niederlassung der aus Italien stammenden Kamillianer in Deutschland. |                                                                                  |
| Tüschener Weg            | 1430 + 690             | Weg zu den Tüschener Höfen | 2. Juni 1922        | Der Tüschener Weg verläuft in der Nähe der Ruhrlandklinik und überschreitet im südlichen Verlauf die Grenze nach Heiligenhaus. Hinter der Grenze heißt sie Tüschener Straße. |                                                                                  |
| Wilhelm-Flügge-Weg       | 85                     | Wilhelm Flügge | 26. Apr. 2016       | Flügge war Gründer und Herausgeber der Werdener Zeitung. Die Zeitung erschien von 1850 bis 1941. Die Zeitung wurde ein wichtiges Kommunikationsmittel in Werden. Während des Krieges erschien die Zeitung nicht, wegen der Abschaffung der Pressefreiheit. Nach dem Krieg wurde sie erst wieder 1948 herausgegeben. Später erschien sie nur noch als Wochenblatt mit dem Titel Werdener Nachrichten. Wilhelm Flügge war auch als Werdener Stadtverordneter von 1879 bis 1893 tätig und stets Anhänger einer national-liberalen Gesellschaftsform. Die Straße bildet mit dem August-Hahn-Weg, Joseph-Herz-Weg, Joseph-Herz-Weg und dem Josef-Aust-Weg eine kleine Straßennamengruppe. |                                                                                  |
| Wimberstraße             | 910 + 455              | Adolph Wimber (1800–1886), Lehrer an der Coelestin-Schule von 1819 bis 1872                                                               | 2. Juni 1922        | Die Stichstraße verläuft östlich der Bergischen Landstraße und verläuft parallel zum Kamillusweg. |                                                                                  |
| Zahnrad                  | 370                    | Ringstraße in Form eines Zahnrads | 5. Aug. 1936        | Die Straße verläuft bogenförmig nördlich der Straße Brosweg. |                                                                                  |
| Zum Timpen               | 1050 (im Stadtteil)    | Flurname: „Zum Timpen“ | 2. Juni 1922        | Die Straße Zum Timpen liegt zu großen Teilen auf Heidhauser Gebiet und überquert nur für wenige Meter die Grenze ins östlichste Kettwig. Hier befinden sich das Naturschutzgebiet „Oefter Tal“ sowie die ehemalige Zeche Rudolph. |                                                                                  |
| Zur Wöllenbök            | 530                    | Bach: Wullenbeek oder Wöllenböck | 15. März 1950       | Die Kotten Großwöllenböck und Kleinwöllenböck leiten ihre Namen von dem Bach ab. |                                                                                  |

## Liste ehemaliger Straßennamen
Die Liste ehemaliger Straßennamen erhebt keinen Anspruch auf Vollständigkeit.
| Name                   | von           | bis           | umbenannt in (aktuell)             | Herleitung                         | Bemerkungen |
| ---------------------- | ------------- | ------------- | ---------------------------------- | ---------------------------------- | --- |
| August-Brust-Straße    | 29. Juli 1929 | 5. Juni 1934  | → Spillheide (aktuell Bruststraße) | Spellkotten                        | Da die ehemalige August-Brust-Straße in der Nähe des Rathauses lag, konnte der NS-Staat keine Straße tolerieren, die an einen Gewerkschaftsführer erinnerte. So wurde die angrenzende Spillheide auf den Verlauf der heutigen Bruststraße verlängert.                                         |
| Barkhofenallee         | 2. Juni 1922  | 28. Juni 1934 | → Barkhovenallee                   |                                    | |
| Bergstraße             | vor 1899      | 21. Sep. 1955 | → Oberer Pustenberg                |                                    | |
| Friedenstraße          | ursprünglich  | 20. Nov. 1937 | → Iländerweg                       |                                    | |
| Hespertaler Landstraße | 2. Juni 1922  | 20. Nov. 1937 | → Hammer Straße                    |                                    | |
| Holsterhauser Straße   | 2. Juni 1922  | 20. Nov. 1937 | → Honnschaftenstraße               |                                    | |
| Klosterstraße          | 2. Juni 1922  | 20. Nov. 1937 | → Kamillusweg                      | Fachklinik Kamillushaus Heidhausen | |
| Kölner Straße          | ursprünglich  | 20. Nov. 1937 | → Kathagen                         |                                    | |
| Laupendahlerstraße     | ursprünglich  | 10. Mai 1898  | → Laupendahler Landstraße          |                                    | |
| Rathausallee           | 2. Juni 1922  | 14. Nov. 1935 | → Grüne Harfe                      |                                    | Die ehemalige Rathausallee führte an ihrem südlichen Ende zum Rathaus am heutigen Heidhauser Platz. Das ehemalige Rathaus ist seit 1993 ein geschütztes Baudenkmal. |
| Rathausplatz           | 2. Juni 1922  | 14. Nov. 1935 | → Heidhauser Platz                 | Ehemaliges Rathaus                 | Das Rathaus wurde nach dem Entwurf von Architekt J.F. Happ in den Jahren 1910/1911 für die Bürgermeisterei Werden-Land erbaut. Im August 1929 wurde Werden-Land nach Essen eingemeindet. Seit 1993 ist das Gebäude denkmalgeschützt und wurde 2001 von der Stadt verkauft und privat genutzt. |
| Spillheide             | 5. Juni 1934  | 15. Mai 1945  | → Bruststraße                      |                                    | Die ehemalige August-Brust-Straße hatte von 1934 bis 1945 kurzzeitig den Namen der angrenzenden Spillheide übernommen. |